# Saint-Ybars
Saint-Ybars är en kommun i departementet Ariège i regionen Occitanien i södra Frankrike. Kommunen ligger  i kantonen Le Fossat som ligger i arrondissementet Pamiers. År 2022 hade Saint-Ybars 670 invånare.

## Befolkningsutveckling
Antalet invånare i kommunen Saint-Ybars
Referens: INSEE